# Le Buisson ardent (South Park)
Pour les articles homonymes, voir Buisson ardent.
Le Buisson ardent (The Magic Bush en VO) est le cinquième épisode de la dix-huitième saison de la série télévisée d'animation américaine South Park et le 252e épisode de la série globale. L'épisode est diffusé la première fois sur Comedy Central le 29 octobre 2014. L'épisode traite de l'utilisation des drones, de la fuite de photos intimes de célébrités et des manifestations de Ferguson.

## Résumé
En rendant visite à Butters, Cartman apprend que son père Stephen s'est acheté un drone. Il l'emprunte malgré les protestations de Butters, qui n'a pas le droit d'y toucher sans surveillance, et le fait voler dehors la nuit avec Butters et Kenny. En se baladant dans le voisinage, ils tombent sur la mère de leur camarade de classe Craig Tucker, Laura qui se change. Elle révèle son corps nu et son entrejambe très velu, qu'ils filment aussitôt. Thomas, le père de Craig, voit le drone et accuse Stephen de voyeurisme, mais ce dernier lui montre l'appareil toujours dans son garage, Butters ayant eu le temps de le ramener sans se faire voir. Stephen se demande tout de même si le drone n'est pas capable de voler par lui-même, n'imaginant pas une seconde que Butters puisse l'avoir emprunté et remis en place. 
Le jour suivant, Cartman poste la vidéo du drone sur Internet, où elle se diffuse très rapidement. Butters entraine Cartman dans les toilettes de l'école et lui dit, rongé par les remords, qu'il veut tout avouer. Cartman insiste sur le fait qu'ils ne doivent rien dire, mais Kyle, qui était aux cabinets, surprend leur conversation. 
Une réunion de voisinage est organisée pour parler de ce qui est arrivé à Laura, où beaucoup "prétendent" n'avoir pas regardé la vidéo la concernant. L'intéressée affirme ne pas avoir honte de son corps et se fiche des remarques des voisins quant à son pubis. Il est décidé de mettre en place une surveillance de voisinage, avec des drones pilotés par les habitants. Bientôt, les appareils envahissent le ciel de South Park. 
Kyle confronte Cartman et Kenny, menaçant de les dénoncer, mais Cartman rétorque qu'il l'a lui-même espionné dans les toilettes. Kyle se défend en disant qu'il était là par hasard, mais Cartman ne l'écoute pas. De son côté, Stephen, de plus en plus inquiet au sujet de son drone, essaye de le rendre au magasin mais le caissier refuse de le reprendre.
Les parents de Craig, exaspérés par les drones, vont à la police pour rendre ces appareils illégaux. Butters essaye une nouvelle fois de convaincre Cartman d'avouer ce qu'ils ont fait, mais ce dernier répond que la vie privée n'existe plus depuis l'arrivée d'Internet. Ils ne peuvent rien faire. 
Membre de la surveillance de voisinage, Randy ne peut résister à la tentation et utilise son drone pour espionner ses voisins, notamment son collègue de travail Peter Nelson qu'il surprend en plein rapport sexuel. Il est repéré par un drone armé de la police et une course poursuite s'engage. Le drone de Randy est abattu, ce qui provoque une polémique car le drone était désarmé et de couleur noire. Les pilotes de drones civils organisent un vol pour manifester pacifiquement avec des bougies, mais les drones policiers ordonnent la dispersion. L'affaire tourne en émeute de drones dans toute la ville, et des drones de la Garde Nationale viennent en renfort de la police pour rétablir l'ordre. Quand il est interrogé, Randy nie avoir fait quelque chose de mal, et efface la carte SD de son drone pour supprimer les preuves.
Stephen, dont la santé mentale se détériore, dit à Randy qu'il est maintenant certain que les drones ont leur volonté propre : son drone est allé filmer Laura Tucker et a effacé les preuves, et il semblerait que le drone de Randy ait fait de même. Stephen intervient dans l'émission 20/20 où Laura et Thomas sont invités pour partager ses réflexions. Il demande aussi pourquoi la vidéo de Laura a autant de succès sur Internet, alors tout le monde "prétend" ne l'avoir jamais regardé. 
Butters se rend chez Cartman pour tenter une nouvelle fois de le convaincre d'avouer et de s'excuser devant tout le monde, mais Cartman annonce qu'il a un plan pour tout arranger.
Alors que la situation menace de dégénérer encore plus, Cartman fait voler le drone de Stephen trainant une poupée gonflable dotée d'un pubis volumineux pour attirer tous les drones hors de la ville, laissant tout le monde croire que c'est Laura qui a réglé le problème, au grand désarroi de cette dernière.

## Accueil critique
L'épisode a reçu des avis plutôt positifs. Eric Thurn de The A.V. Club lui donne un C+, Max Nicholson du site IGN la note de 8,2 sur 10 et Daniel Kurland de Den of Geek donne 4 étoiles sur 5 à l'épisode.